# Roger Romero Pinto
Roger Mario Romero Pinto (Riohacha, siglo XX) es un abogado y político, quien se desempeñó como Gobernador de La Guajira.

## Biografía
Nació en Riohacha, hijo del también político Roger Romero Gámez y de Ibis Pinto. Estudió Derecho en la Universidad Santo Tomás en Bogotá, misma de la cual posee una especialización en Derecho Administrativo y es experto en Derecho Laboral.
Fue Magistrado Auxiliar del Consejo Nacional Electoral, por parte de la magistrada Nydia Restrepo, así como abogado del Instituto de Seguros Sociales de Bogotá, asesor jurídico del Icetex, auxiliar del Tribunal Superior de Bogotá, en su Sala Laboral, Juez Laboral de Bogotá y Riohacha y Juez promiscuo del circuito municipal de Riohacha.
En enero de 2013 fue designado Secretario de Apoyo a la Gestión de La Guajira en el Gabinete del Gobernador Juan Francisco Gómez Cerchar. Precisamente, el 11 de octubre del mismo año, Gómez Cerchar lo designó Gobernador Encargado de La Guajira, mientras este iba de vacaciones, pero al día siguiente Gómez Cerchar fue capturado por la Fiscalía, dejando a Romero como jefe titular del poder ejecutivo.
Fue reemplazado el 29 de octubre por Faihan Al-Fayes Chaljub. En 2016 la Procuraduría lo sancionó por irregularidades en la concesión de un contrato para la construcción de un colegio en Villanueva durante su breve mandato como Gobernador. Fue sancionado con suspensión de cuatro meses, pero al no estar ya en ejercicio del cargo, fue multado con $16.000.000 de pesos.